# Concurso Internacional Chaikovski

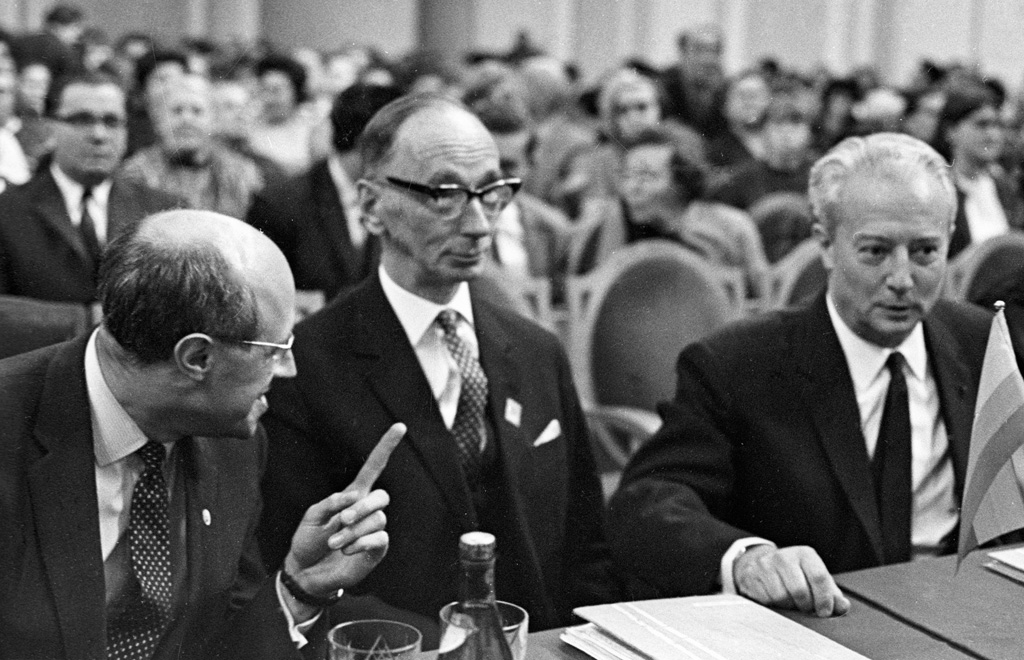
Los violonchelistas Mstislav Rostropóvich, Kazimierz Wiłkomirski y Pierre Fournier, miembros del jurado del III Concurso Internacional Chaikovski, 18 de marzo de 1966.

El Concurso Internacional Chaikovski es un prestigioso concurso de música clásica. Recibe su nombre del compositor ruso Piotr Ilich Chaikovski, y fue programado para celebrarse en Moscú cada cuatro años desde 1958. Sin embargo, en 2006 el concurso fue retrasado un año, y el siguiente fue celebrado en 2007.
Originalmente el certamen era sólo para pianistas y violinistas. El violonchelo se añadió con el segundo concurso en 1962, y los cantantes con el tercero en 1966. Desde 1990 hay también un concurso para luthiers que compiten en la fabricación de violines, violas, violonchelos y sus respectivos arcos. La categoría más reciente es la de instrumentos de viento madera y metales, la cual fue establecida por primera vez en la edición de 2019.
La organización del concurso corre a cargo de un comité de músicos rusos. Se selecciona un jurado internacional de solistas, profesores de música y ganadores de anteriores ediciones del concurso, para juzgar las actuaciones y elegir a los ganadores.
Durante el mes de junio tienen lugar tres rondas eliminatorias. Actualmente se conceden 26 premios: seis en cada categoría instrumental y cuatro para cada categoría de cantantes (hombres y mujeres). Los premios pueden quedar desiertos, o ser compartidos entre dos competidores.

## Ganadores
Ganadores del premio máximo en cada categoría y año (primer premio salvo que se diga lo contrario).

### Piano
- 1958: Van Cliburn
- 1962: Vladímir Ashkenazi y John Ogdon compartieron el primer premio.
- 1966: Grigori Sokolov
- 1970: Vladímir Kráinev y John Lill compartieron el primer premio.
- 1974: Andréi Gavrílov
- 1978: Mijaíl Pletniov
- 1982: Primer premio desierto. Peter Donohoe y Vladímir Ovchínnikov compartieron el segundo premio.
- 1986: Barry Douglas y Natalia Trull ganó el segundo premio.
- 1990: Borís Berezovski
- 1994: Primer premio desierto. Nikolái Luganski ganó el segundo premio.
- 1998: Denís Matsúiev
- 2002: Ayako Uehara
- 2007: Primer premio desierto. Miroslav Kultyshev ganó el segundo premio.
- 2011: Daniil Trífonov
- 2015: Dmitri Masléiev
- 2019: Alexandre Kantorow

### Violín
- 1958: Valeri Klímov
- 1962: Borís Gútnikov y Shmuel Ashkenasi
- 1966: Víktor Tretiakov
- 1970: Gidon Kremer
- 1974: Primer premio desierto. Eugene Fodor, Rubén Agaranyán y Rusudán Gvasaliya compartieron el segundo premio.
- 1978: Elmar Oliveira y Ilya Grubert compartieron el primer premio, Dylana Jenson compartieron el segundo premio.
- 1982: Viktoria Mullova y Serguéi Stadler compartieron el primer premio.
- 1986: Raphaël Oleg y Iliá Kaler compartieron el primer premio.
- 1990: Akiko Suwanai
- 1994: Primer premio desierto. Anastasia Chebotariova y Jennifer Koh compartieron el segundo premio.
- 1998: Nikolái Sachenko
- 2002: Primer premio desierto. Tamaki Kawakubo y Chen Xi compartieron el segundo premio.
- 2007: Mayuko Kamio
- 2011: Primer premio desierto. Serguéi Dogadin e Itamar Zorman compartieron el segundo premio.
- 2015: Primer premio desierto. Yu-Chen Tseng obtuvo el segundo premio.
- 2019: Serguéi Dogadin[2]

### Violonchelo
- 1962: Natalia Shajovskaya
- 1966: Kariné Georgyán
- 1970: David Geringas
- 1974: Borís Pergámenshchikov
- 1978: Nathaniel Rosen
- 1982: Antonio Meneses
- 1986: Mario Brunello
- 1990: Gustav Rivinius
- 1994: Primer, segundo y tercer premio desiertos. Eileen Moon y Georgi Gorjunov compartieron el cuarto premio.
- 1998: Denís Shapoválov
- 2002: Primer premio desierto. Johannes Moser ganó el segundo premio.
- 2007: Serguéi Antónov
- 2011: Narek Gajnazarián
- 2015: Andréi Ionut Ionuta
- 2019: Zlatomir Fung[3]

### Canto (hombres)
- 1966: Vladímir Atlántov
- 1970: Yevgueni Nesterenko
- 1974: Iván Ponomarenko
- 1978: Primer premio desierto. Valentín Pivovárov y Nikita Stórozhev compartieron el segundo premio.
- 1982: Paata Burchuladze
- 1986: Grigori Gritsiuk
- 1990: Hans Choi
- 1994: Yuan Cheng-ye
- 1998: Besik Gabitashvili
- 2002: Mijaíl Kazakov
- 2007: Aleksandr Tzimbaluk

### Canto (mujeres)
- 1966: Jane Marsh
- 1970: Yelena Obraztsova
- 1974: Primer premio desierto. Liudmila Serguienko, Sylvia Sass y Stefka Evstatieva compartieron el segundo premio.
- 1978: Liudmila Shemchuk
- 1982: Lidiya Zabilyasta
- 1986: Natalia Erásova
- 1990: Deborah Voigt
- 1994: Marina Lápina. Hibra Gerzmawa ganó el premio especial del jurado.
- 1998: Mieko Sato
- 2002: Aitalina Afanásieva-Adámova
- 2007: Albina Shagimurátova

### Vientos madera
| Año  | 1.er premio/oro       | segundo premio/plata  | tercer premio/bronce            | cuarto premio         | quinto premio              | sexto premio          | séptimo premio        | octavo premio          |
| ---- | --------------------- | --------------------- | ------------------------------- | --------------------- | -------------------------- | --------------------- | --------------------- | ---------------------- |
| 2019 | Matvéi Demin (flauta) | Joidy Blanco (flauta) | Alessandro Beverari (clarinete) | Lola Descours (fagot) | Nikita Vagánov (clarinete) | Juri Vallentin (oboe) | Livia Duleba (flauta) | Sofiya Viland (flauta) |

### Vientos metal
| Año  | 1.er premio/oro                             | segundo premio/plata | tercer premio/bronce   | cuarto premio              | quinto premio           | sexto premio            | séptimo premio       | octavo premio                   |
| ---- | ------------------------------------------- | -------------------- | ---------------------- | -------------------------- | ----------------------- | ----------------------- | -------------------- | ------------------------------- |
| 2019 | Zeng Yun (trompa) Alekséi Lóbikov (trombón) | Fiódor Shágov (tuba) | Felix Dervaux (trompa) | Henrique dos Santos (tuba) | Ansel Norris (trompeta) | Peter Steiner (trombón) | Hae-Ree Yoo (trompa) | Zhasulán Abdykalýkov (trompeta) |